# حركة الإصلاح الإيرانية
تعد حركة الإصلاح الإيرانية (بالفارسية: اصلاح‌طلبان ایران)، أو جبهة الإصلاح المعروفة أيضًا باسم جبهة الثاني من خرداد (وهو تاريخ الفوز الساحق للرئيس محمد خاتمي في انتخابات عام 1997 حسب التقويم الهجري الشمسي)، هي حركة سياسية أسستها مجموعة من الأحزاب السياسية والمنظمات في إيران والتي تدعم خطط الرئيس محمد خاتمي في تغيير النظام بحيث يتضمن المزيد من الحرية والديمقراطية. ويقال أحيانًا إن «عصر الإصلاح» في إيران قد استمر في الفترة من عام 1997 حتى 2005 خلال مدتي رئاسة الرئيس محمد خاتمي.

## الخلفية التاريخية

### المنظمات
لا يشير مصطلح حركة الثاني من خرداد دائمًا فقط إلى ائتلاف 18 جماعة وحزب سياسي من جبهة الإصلاح، front بل يشير إلى كل من أيد البرامج الإصلاحية التي قدمها خاتمي عام 1997. فأيديولوجية خاتمي والحركة تقوم على الديمقراطية الإسلامية.
تتألف جبهة الإصلاح من العديد من الأحزاب السياسية، ومن أمثلة بعض أشهر الأحزاب التي انضمت إليها
- جبهة المشاركة الإسلامية الإيرانية: من شخصياتها البارزة محمد رضا خاتمي وسعيد حجاريان وعلي رضا علويتبار وعباس عبدي ومحسن صفايي فراهاني ومحسن أمين زاده ومصطفى تاج زاده. وتوصف الجبهة بأنها عضو مهيمن داخل جبهة الثاني من خرداد، [3] وبأنها «حزب إصلاحي رئيسي»,[4] والحزب الأكثر ارتباطًا بالرئيس خاتمي.[5]
- مجمع علماء الدين المجاهدين (مجمع روحانيون مبارز): من شخصياته البارزة محمد خاتمي وهادي خامنئي ومجيد أنصاري ومحمد تاوصولي ومحمد موسوي خونيئناها. ويوصف المجمع بأنه «الهيئة الدينية الإصلاحية الرئيسية.»
- منظمة مجاهدي الثورة الإسلامية (سازمان مجاهدين انقلاب إسلامي): من الشخصيات البارزة بهزاد نبوي ومحسن آرمين ومحمد سالوتي وفايز الله آربسوركي. ويطلق على المنظمة اسم «الجماعة السياسية الرئيسية.» وينسق أعمال الجبهة مجلس تنسيق جبهة الإصلاحيين.

### الأفكار
اشترك العديد من الحركات الفكرية في إيران في إنشاء مؤسسة للحركة. ولكن قد يكون أبرز الشخصيات المؤثرة هو عبد الكريم سروش. فعلى مدار سنوات عديدة كان سروش هو الصوت الوحيد الذي ينتقد سياسات النظام علنًا. وكانت المحاضرات العادية في جامعة طهران مصدر إسعاد للحضور من مئات الطلاب الإيرانيين الذين أنتجوا لاحقًا حركة الثاني من خرداد. وتنتمي العديد من الشخصيات الشهيرة في الحركة إلى دائرة سروش. ولكن عند نشأة حركة الثاني من خرداد، عمل سعيد حجاريان كمنظر أساسي خلف الحركة والإستراتيجي الرئيس في معسكر خاتمي.
لقد وصفت الحركة بأنها غيرت العديد من المصطلحات الأساسية في الخطاب العام: لـالإمبريالية (إمبريالية)، موستازفن (الفقر) وجهاد (الجهاد) ومجاهد (مجاهدين) وشهيد (الشهادة) وخيش (الجذور) وانقلاب (ثورة) وغربزدگی (التسمم الغربي) ودموكراسي (الديمقراطية) ومودرنتي (الحداثة) وأزادي (الحرية) وبارباري (المساواة) وجامع مدني (المجتمع المدني) وحقوق بشر (حقوق الإنسان) ومشاركت سياسي (مشاركة سياسية) وشاهرفندي (مواطنة), إلخ.

### المؤيدون
يقال إن «جوهر» الحركة الإصلاحية يتألف من اليساريين الإسلاميين الذين اعتبروا غير مؤهلين لتولي المناصب حيث قام المحافظون الإسلاميون بتطهير المؤسسات منهم و«تقييدهم» عقب وفاة آية الله روح الله الخميني عام 1989. ويضم اليساريون الإسلاميون الذين تحولوا إلى إصلاحيين عبد الكريم سروش وسعيد حجاريان وأكبر كانجي وعلى أكبر محتشمي وإبراهيم أصغر زاده ومحسن ميردامادي ومير حسن موسوي والجماعات الطلابية انجمن إسلامي (الرابطة الإسلامية) ومكتب تقوية الوحدة.
يقال إن دعم خاتمي قد اخترق جميع المناطق والطبقات حتى إن بعض الحرس الثوري الإيراني قد أعطوه صوتهم وكذلك بعض طلاب وطالبات جامعة قم وقوات الباسيج. لكن صلب الدعم الانتخابي له جاء من الطبقة المتوسطة الحديثة ومن طلاب الجامعات والنساء والعاملين في المناطق الحضرية. فعلى سبيل المثال، في عام 1995 كان نصف تعداد إيران البالغ 60.5 مليون نسمة صغيرًا جدًا بحيث كان موجودًا زمن الثورة الإسلامية.

## الأحداث الهامة

### الانتخابات الرئاسية عام 1997
بدأت الحركة في 23 مايو من عام 1997 بالانتصار المذهل الذي حققه محمد خاتمي، «عالم الدين غير المشهور», في الانتخابات الرئاسية حيث فاز بنسبة 70٪ من الأصوات تقريبًا. وينسب فوز خاتمي بشكل كبير إلى أصوات النساء والشباب الذين صوتوا له لأنه وعد بتحسين حال المرأة والاستجابة لمطالب جيل الشباب في إيران. ومن الانعكاسات الأخرى لحالة الحماس تجاه الحركة الإصلاحية أن إجمالي عدد المصوتين 80% مقارنةً بـ 50% في الانتخابات الرئاسية السابقة والتي لم يترشح فيها مرشح إصلاحي. ويعتبر خاتمي أول رئيس إصلاحي في إيران، تركزت حملته الانتخابية على سيادة القانون والديمقراطية ودمج جميع الإيرانيين في عملية صناعة القرار السياسي.

### محاولة اغتيال سعيد حجاريان
بعد نشأة حركة الثاني من خرداد بفترة وجيزة كانت هناك محاولة فاشلة لاغتيال سعيد حجاريان الإستراتيجي الأبرز في المعسكر الإصلاحي. ففي شهر مارس من عام 2000 أطلق أحد المسلحين النيران على وجهه على درج مجلس مدينة طهران وفر هاربًا على دراجة بخارية مع شريكه. فدخلت الرصاصة من خده الأيسر واستقرت في رقبته. ولكنه لم يقتل ولكن أصيب «بشلل كبير»  لفترة من الزمان. وفي أثناء الغيبوبة التي عانى منها، قامت مجموعات من الشباب الإيراني بحراسته من خارج مستشفى «سينا» حيث كان يعالج. وبسبب هذه الإصابة، يستخدم جحاريان الآن مشاية وتشوه صوته بدرجة كبيرة.
قضى سعيد أسجار المدان بمحاولة الاغتيال، وهو شاب ذُكر أنه عضو في قوات الباسيج، فترة صغيرة فقط من مدة السجن المحكوم بها وهي 15 عامًا.

### كانجي والرجل الأول والرجل الثاني
الرجل الثاني والرجل الأول  («عاليجناب سرخبوش، عاليجناب خاكستري») هو اسم سلسلة من المقالات وكتاب ألفه أكبر كانجي في جريدة تحت مسؤولية سعيد حجاريات، انتقد فيها كانجي الرئيس الأسبق رافنسجاني بأنه «الرجل الثاني» وأن ضباط المخابرات في حكومته، مثل علي فلاحيان بأنه «الرجل الأول». ولقد كلفت هذه المقالات أكبر كانجي 6 سنوات قضاها في السجن.

### الانتخابات المحلية عام 1999
أبلى المرشحون الإصلاحيون بلاءً حسنًا في الانتخابات المحلية عام 1999 فقد حصلوا على 75% من الأصوات.

### أزمة 18 تير (1999)
تشير أزمة 18 تير (9 يوليو) إلى المظاهرات التي اندلعت في المدينة الجامعية لجامعة طهران كرد فعل لقيام النظام بإغلاق صحيفة سلام. استمرت المظاهرات على مدار بضعة أيام في معظم المدن الإيرانية وفي أكثر من 95 مدينة في جميع أنحاء العالم. وانتهت المظاهرات بأحداث عنف ووفاة مواطن إيراني شاب بالإضافة إلى العديد من المصابين. ولقد كانت تلك المظاهرة في حينها أكبر مظاهرة مناهضة للحكومة منذ الثورة الإسلامية عام 1979.

### 18 تير اليوم القومي للتظاهر (2003)
دعت الجماعة الطلابية المؤيدة للديمقراطية البارزة في إيران، دفتر تحكم وحدت عام 2003 إلى اعتبار 18 تير يومًا قوميًا للتظاهر لإحياء ذكرى المظاهرات الأصلية عام 1999. ويرى أحد المراقبين على الأقل أن فشل هذه المظاهرة «كان بمثابة ضربة قاتلة لحركة الإصلاح.»
وبحسب ما ذكره الصحفي أفشين مولافي، كان العديد من الإيرانيين يأملون أن يؤدي هذا اليوم إلى انتفاضة «تقسم ظهر» المتشددين، ولكن بدلاً من ذلك استخدمت الجمهورية الإسلامية «العنف والترويع ومنهج العصا والجزرة المعقد لامتصاص المظاهرات.» وبالإضافة إلى العرض العسكري وفرض العديد من نقاط التفتيش، استخدمت الدولة تقنية التشويش المتطورة لحجب الأقمار الصناعية من نقل التقارير التليفزيونية وسمحت بإقامة حفلات البوب الخارجية (أمر نادر) لجذب الشباب بعيدًا عن التظاهرات. ولقد أضرت الجماعة بقضيتها عندما دعت القوى الأجنبية والأمم المتحدة لمساعدتها ضد الحكومة.

### البرلمان السادس (2000)
حصل الإصلاحيون على أغلبية بنسبة 69.25% أو 26.8 مليون صوت من المصوتين البالغ عددهم 38.7 مليون مصوت الذين أدلوا بأصواتهم في الجولة الأولى 18 فبراير من عام 2000 في الانتخابات البرلمانية الإيرانية لعام 2000 لاختيار البرلمان السادس. ولقد حصل الإصلاحيون إجمالاً على 195 صوتًا من 290 صوتًا هي عدد مقاعد المجلس في هذه الانتخابات.

### البرلمان السابع (2004)
في شهر يناير من عام 2004، وقبل فترة قصيرة من الانتخابات التشريعية الإيرانية لعام 2004 (البرلمان السابع)، أنهى مجلس صيانة الدستور المحافظ استمرار دعم المصوتين الإيرانيين للمحافظين بأن اتخذ خطوة غير مسبوقة، فقام باستبعاد ما يقرب من 2500 مرشح، وهو ما يعادل نصف إجمالي عدد المرشحين، وكان من بينهم 80 عضوًا في المجلس القائم. فتقدم أكثر من 100 من أعضاء البرلمان باستقالاتهم احتجاجًا على هذا الإجراء واعترض النقاد بأن هذا «يعصف بأي ادعاء بوجود ديمقراطية في إيران».

### الانتخابات الرئاسية في 27 خرداد (2005)
في الانتخابات الرئاسية في 27 خرداد (17 يونيو 2005), كان مصطفى معين ومهدي كروبي المرشحين الأساسيين لحركة الثاني من خرداد. ولكن لم يفلح أي منهم في الوصول إلى الجولة الثانية من الانتخابات (الجولة النهائية): فجاء معين في المركز الخامس بينما أحرز كروبي المركز الثالث في الجولة الأولى. ومن ثم فقد العديد من مؤيدي الحركة الإصلاحية الأمل ولم يشاركوا في الانتخابات.

### الانتخابات الرئاسية في إيران عام 2009

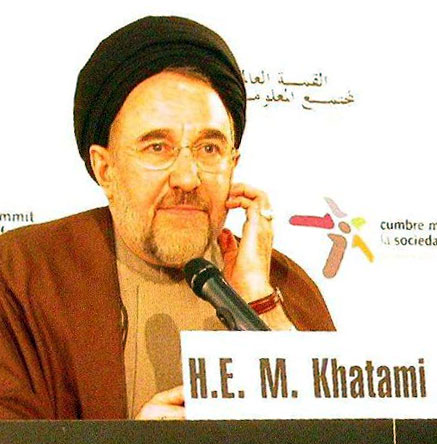
محمد خاتمي

لقد كان المرشحان الإصلاحيان الأساسيان في الانتخابات الرئاسية عام 2009 هما مير حسين موسوي ومهدي كروبي. ولكن شكك أنصار موسوي في نتائج الانتخابات وبدأت سلسلة من التظاهرات استمرت لعدة أيام. وبعد عدة أيام من التظاهر اعتراضًا على نتائج الانتخابات، لجأ المتظاهرون في النهاية إلى العنف عندما بدأت قوات البسيج (قوات شرطة موالية للجمهورية الإسلامية) في الهجوم على المتظاهرين وقتلهم. ونتيجة لذلك صب المتظاهرون غضبهم تجاه الحكومة نفسها وحاولوا الإطاحة بالنظام الإسلامي. واستمرت المظاهرات عمومًا عدة أشهر.

## النتائج
تصف مجلة ذا إيكونومست عدم نجاح الحركة في النهاية في السطور التالية:
لقد تم إصدار عشرات الصحف في أثناء فترة حكم خاتمي، ولكن قام القضاء بإغلاق عدد كبير منها تحت حجة أو أخرى. أما علماء الدين الذين استغلوا المناخ الجديد في التشكيك في عقيدة ولاية الفقيه [الحكومة الإسلامية] فتعرضوا للسجن أو الترويع. حتى عندما ازدهر الجدال السياسي، عصفت قوات الأمن الإيرانية بالأقليات الدينية والعرقية. فوقع عدد من منتقدي النظام ضحايا لعمليات قتل يمكن تتبع أثرها لتصل إلى وزارة الداخلية. وردت الشرطة عام 1999 على تظاهرة سلمية تطالب بالمزيد من حرية التعبير عن الرأي باقتحام جامعة طهران وضرب واعتقال مئات الطلاب وقتل طالب واحد على الأقل. أما في المجلس (البرلمان) فقد تم منع العديد من تشريعات الرئيس الإصلاحية من خلال مجلس صيانة الدستور، وهي لجنة يعينها المرشد الأعلى لضمان التزام القوانين بالمبادئ الإسلامية.
سعيد حجاريان، المنظر الأساسي للحركة، أعلن عام 2003 أن «حركة الإصلاح قد انتهت. ولتعيش حركة الإصلاح».

إن نجاح المحافظين في الانتخابات الرئاسية لعام 2005 والانتخابات التشريعية لعام 2004 يمكن تفسيرها بأنها «ليست إلى حد كبير» ناتجة عن اتساع «قاعدتهم الأساسية المحدودة، بل نتيجة [قيامهم] بشق صف الإصلاحيين و[إثنائهم] عن المشاركة في التصويت» وذلك حسب تفسير المؤرخ السياسي يرواند آبراهاميان. 
يرجع نجاح المحافظين جزئيًا إلى احتفاظهم بقاعدتهم البالغة 25%؛ ويرجع هذا من ناحية إلى لجوئهم إلى قدامى المحاربين للترشح عنهم، ومن ناحية أخرى إلى إغراء المستقلين بمسألة الأمن القومي، ولكن يرجع نجاحهم في معظمه إلى امتناع أعداد كبيرة من النساء وطلاب الجامعات والمواطنين الآخرين من الطبقة المتوسطة التي تعيش على رواتبها عن المشاركة في التصويت. وبلغ إجمالي المشاركين في الانتخابات التشريعية أقل من 51% - وهو أحد أسوأ الأرقام منذ الثورة. وفي طهران انخفضت نسبة المشاركة عن 28%.

### الانتقادات
انتقدت حركة الإصلاح بأنها "منقسمة جدًا بحيث تستطيع إنشاء سلطة سياسية بمفردها، وساذجة جدًا حيال تماسك الصفوة السلطوية المحيطة بـ خامنئي، وعنيدة جدًا بشأن التحايل على حظر الأحزاب السياسية في إيران بإنشاء أشكال أخرى بديلة للحشد والمحافظة عليها.” أضف إلى ذلك أن قادة حركة الإصلاح كانوا يفتقرون إلى إستراتيجية واضحة ومتناسقة لإنشاء روابط وطيدة ومتشعبة مع الجمهور.
الأمر المثير للسخرية، أن الإصلاحيين أصبحوا ضحية لنجاحهم في الانتخابات. فقدرة حركة الإصلاح على «السيطرة على الرئاسة والبرلمان في الفترة من عام 2000 إلى 2004 جعلت العديد من الإيرانيين يرونها غير ملائمة وجزءًا من منظومة الفساد.»

### العلمانية
يذكر مراسل بي بي سي جوناثان بيل أنه نظرًا لحظر العلمانية في إيران، فإنها هي الأيديولوجية التي تعتنقها معظم المنظمات السياسية بين الإيرانيين في الخارج أو يعتنقها العديد من الأحزاب العلمانية السياسية المعارضة للشريعة في المنفى. وتدعم تلك الأحزاب تغيير النظام، على أن يتم هذا في الأغلب من خلال مساعدة أجنبية وتدخل عسكري (لا سيما من الولايات المتحدة). ويذكر جوناثان قول قائد سابق في حرس الثورة الإسلامية الإيراني، محسن سازكارا (وهو أيضًا أحد مؤسسي الحرس) «لا تتدخل. دع هذه الأمور للشعب الإيراني.» ويرى سازكارا أن الولايات المتحدة ينبغي أن تدعو للديمقراطية والحرية وتدع جماعات المعارضة الإيرانية داخل إيران، وهم من الإصلاحيين، تأخذ بزمام الأمور، بدلاً من محاولة إنشاء معارضة في الخارج.

#### حركة الاستفتاء
طالبت حركة الاستفتاء بإعادة إجراء استفتاء 1979 الذي أنشئت بموجبه الجمهورية الإسلامية في إيران: «التصويت بـ» نعم أو لا«حول ما إذا كان الإيرانيون لا يزالون يريدون الجمهورية الإسلامية الفاشية التي جاءت بها إليهم ثورة قام بها جيل آخر.» ويقال إن تلك الحركة خرجت من رحم «فشل حركة الديمقراطية الإسلامية لخاتمي» وتنعكس في جرافيتي من كلمة واحدة على الجدران في إيران وهو كلمة «لا». وتنتقد الحركة بأنها تدعو إلى تغيير النظام تغييرًا كاملاً دون «بناء شبكة سياسية وتنظيمية لتعويض هذا التغيير» وتدعو إلى انهيار شامل «دون وسيلة فعلية لمقاومته».

## شخصيات بارزة
- مير حسين موسوي (قيد الإقامة الجبرية في بيته)
- مهدي كروبي (قيد الإقامة الجبرية في بيته)
- زهرا رهنورد (قيد الإقامة الجبرية في بيتها)
- محمد خاتمي
- آية الله حسين على منتظري (توفي)
- سعيد حجاريان (تعرض لمحاولة اغتيال/ کان في السجن ثم أطلق سراحه)
- هادي خامنئي
- جلال جلالي زاده (الزعيم الإصلاحي الإيراني السنة والاكراد)
- عبد الكريم سروش (فصل من الجامعة وهاجر إلی الولايات المتحدة)
- مسعود بهنود
- أكبر كانجي (سجن ثم أطلق سراحه)
- أحمد آذاري قومي (توفي في ظروف مريبة)
- عزت الله سحابي (توفي)
- علي شاكري (سجن ثم أطلق سراحه)
- عطا الله مهاجراني (هاجر إلی إنجلترا[25])
- رضا خاتمي
- أكبر محمدي (تم سجنه وحكم عليه بالإعدام وقتل)
- عباس عيدي (في السجن)
- إلهه كولايي (يواجه اتهامات)
- مصطفى معين
- على رضا رجائي
- أحمد زيدآبادي
- محسن سازكارا (سجن ثم أطلق سراحه)
- عبدالفتاح سلطاني (في السجن)
- عبد الله نوري
- علي رضا نوري (توفي في ظروف مريبة)
- عبد الله رمضان زاده (في السجن)
- علي أكبر موسوي خوييني
- هاشم آقاجري (سجن وحكم عليه بالإعدام ثم تغير الحكم إلى السجن والمراقبة)
- آية الله جلال الدين طاهري (توفي)
- إبراهيم يزدي
- محمد علي ابطحي
- مرتضى الويري
- أمير مهدي أديب موحد (سجن ثم أطلق سراحه)[26][27][28]
- علي رضا علوي تبار (يواجه اتهامات)
- نیکآهنگ کوثر (سجن ثم أطلق سراحه)
- إبراهيم نبوي (سجن ثم أطلق سراحه)
- عبد الله نوري (سجن ثم أطلق سراحه)
- أحمد باطبي (سجن وحكم عليه بالإعدام ثم تغير الحكم إلى السجن 10 سنوات)
- حسن يوسفي اشكوري
- أحمد قابل (سجن ثم نفي إلى خارج البلاد)
- عزت الله إبراهيم نجاد، (أطلقت عليه قوات الأمن الرصاص فأردته قتيلاً)